# Pelargonia

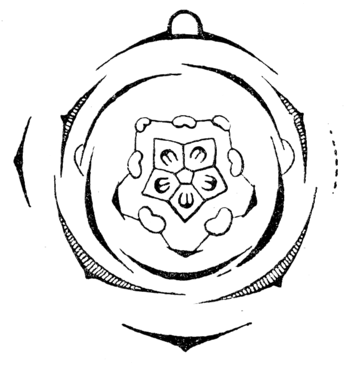
Narys kwiatowy

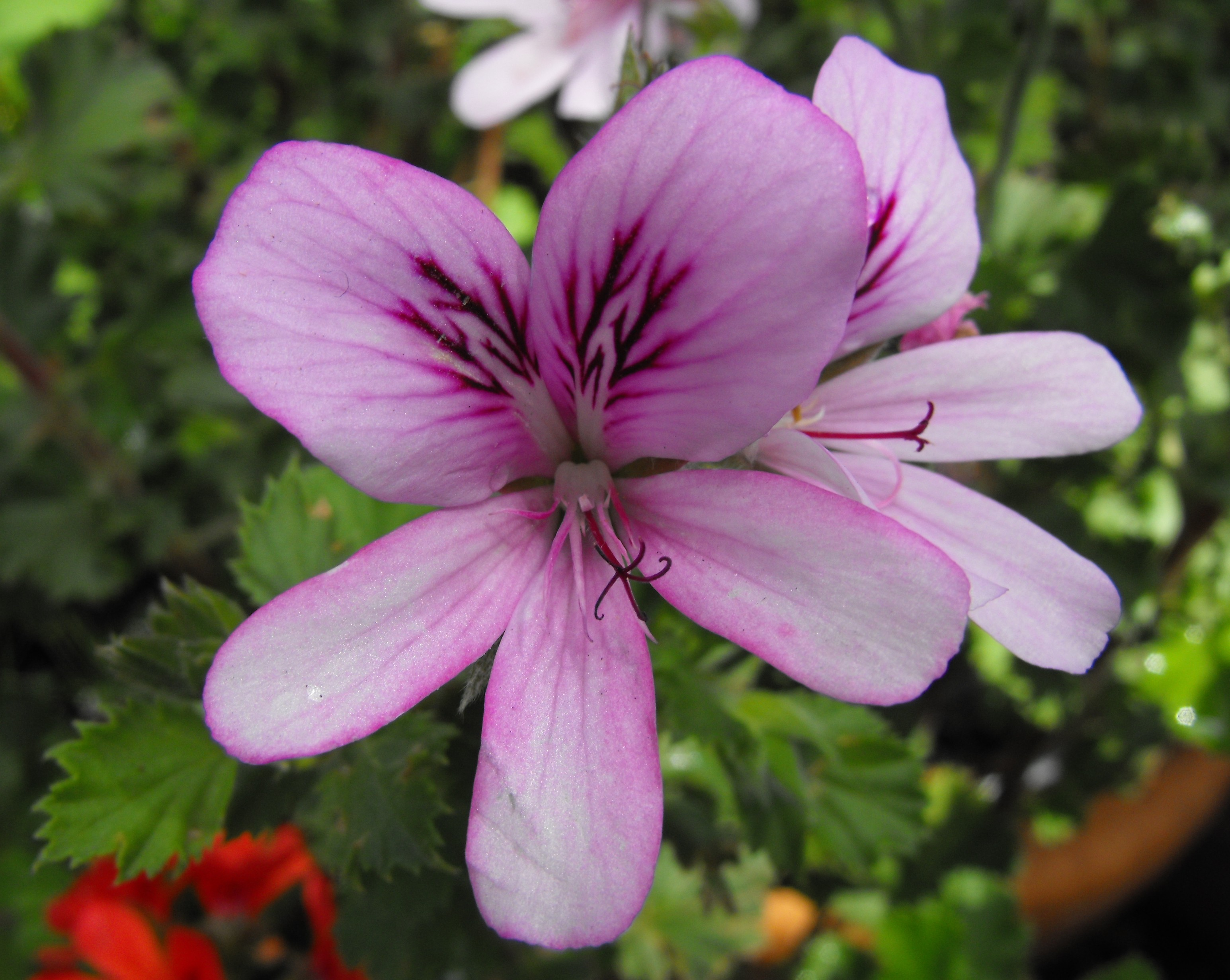
Kwiat Pelargonium × nervosum

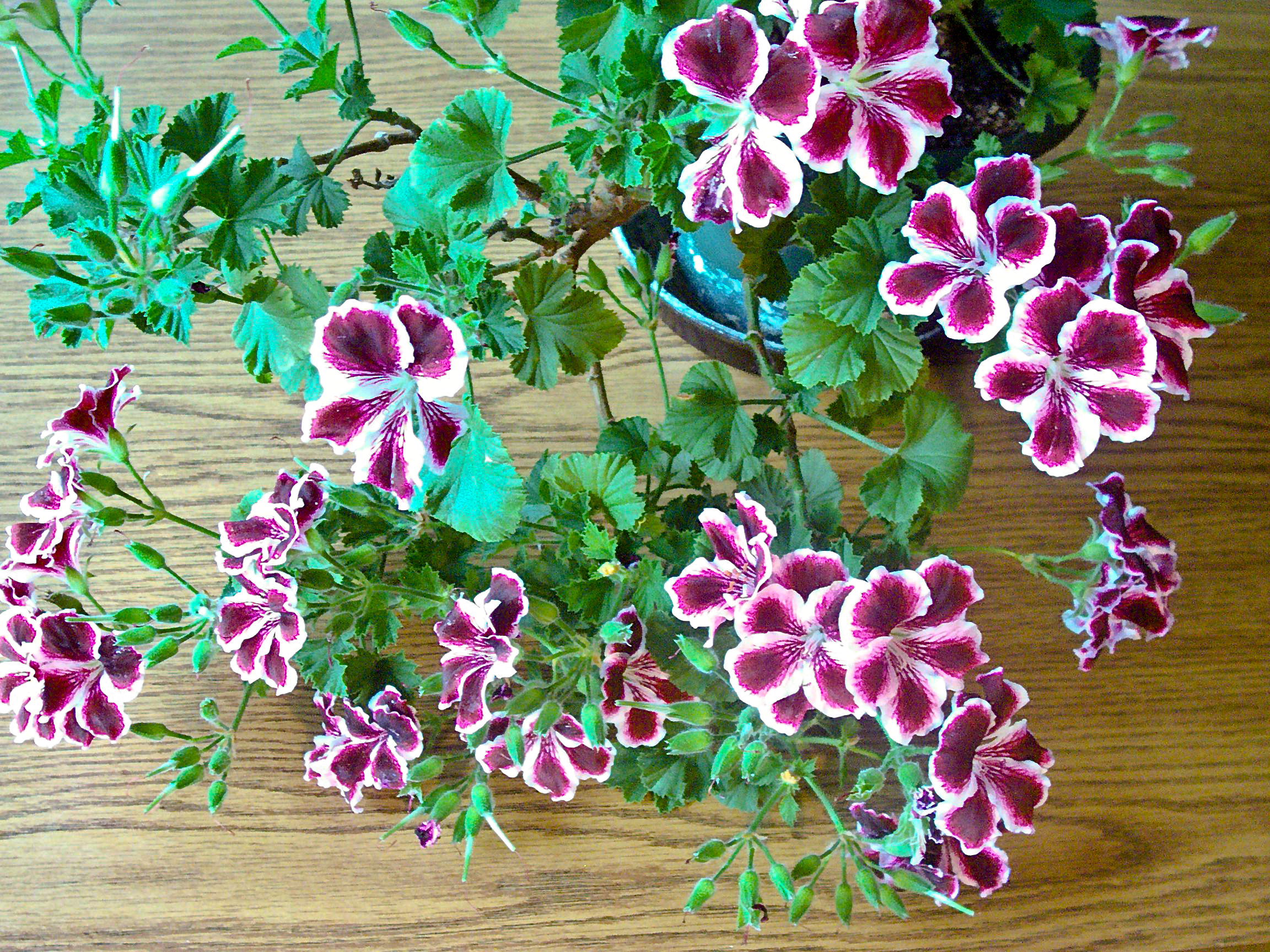
Pelargonium crispum

Pelargonia (Pelargonium L'Hér.) – rodzaj bylin lub półkrzewów z rodziny bodziszkowatych. Liczy co najmniej 283 gatunki. Występują one głównie w Afryce Południowej (co najmniej 125 gatunków). Liczne gatunki rosną poza tym w Afryce Wschodniej sięgając na północy po Bliski Wschód (do południowej Turcji i Iraku). Nieliczne gatunki rosną w Australii i na Nowej Zelandii, pojedyncze, endemiczne gatunki także na Wyspie Świętej Heleny oraz wyspach Tristan da Cunha. Rośliny z tego rodzaju należą do najbardziej rozpowszechnionych roślin ogrodowych na obszarach wolnych od przymrozków, poza tym uprawiane w pomieszczeniach. Nazwa pochodzi od greckiego słowa "pelargós" (bocian), od podobieństwa rozłupek pelargonii do bocianiego dzioba. 

## Morfologia
PokrójByliny, półkrzewy, krzewinki i krzewy (do 3 m wysokości). Istnieje również niewielka grupa pelargonii sukulentowych.
LiścieUlistnienie naprzemianległe. Liście dłoniasto klapowane lub dłoniastodzielne, ogonkowe. U większości gatunków liście są silnie aromatyczne ze względu na olejki eteryczne.
KwiatyWyrastają po dwa lub wiele w kwiatostanach w formie baldachu. Przeważnie mają symetrię dwuboczną – z pięciu działek kielicha górny często wytwarza krótką ostrogę, dwa górne płatki korony są szersze i dłuższe, a także inaczej zabarwione. Płatki są czerwone, różowe, żółte, białe, fioletowe do zielonkawych. Niektóre posiadają kwiaty pełne. Pręcików jest 10, przy czym trzy z nich są często zmarniałe (u większości uprawianych odmian wszystkie są zmarniałe). Zalążnia jest górna, powstaje z 5 owocolistków na szczycie z 5-łatkowym znamieniem.
OwoceRozłupnia składająca się z 5 jednonasiennych rozłupek, każda z długim dzióbkiem, często skręconym i owłosionym. Nasiona rozsiewane są autochorycznie.

## Systematyka
Synonimy taksonomiczne
Geraniospermum O. Kuntze
Pozycja systematyczna według Angiosperm Phylogeny Website (aktualizowany system APG IV z 2016)
Rodzaj z rodziny bodziszkowatych z rzędu bodziszkowców, należących do kladu różowych w obrębie okrytonasiennych. W rodzinie klasyfikowany do podrodziny Geranioideae Arnott. Tworzy grupę bazalną dla kladu obejmującego rodzaje: monsonia (Monsonia), bodziszek (Geranium) i iglica (Erodium).
Pozycja według systemu Reveala (1993–1999)
Gromada okrytonasienne (Magnoliophyta Cronquist), podgromada Magnoliophytina Frohne & U. Jensen ex Reveal, klasa Rosopsida Batsch, podklasa różowe (Rosidae Takht.), nadrząd Geranianae Thorne ex Reveal, rząd bodziszkowce (Geraniales Dumort.), podrząd  Geraniineae Bessey in C.K. Adams, rodzina bodziszkowate (Geraniaceae Juss.), plemię Pelargonieae Sweet, rodzaj pelargonia (Pelargonium L'Hér.).
Wykaz gatunków
- Pelargonium abrotanifolium (L.f.) Jacq.
- Pelargonium acetosum (L.) L'Hér.
- Pelargonium aciculatum E.M.Marais
- Pelargonium acraeum R.A.Dyer
- Pelargonium adriaanii M.Becker & F.Albers
- Pelargonium aestivale E.M.Marais
- Pelargonium albersii M.Becker
- Pelargonium album J.J.A.van der Walt
- Pelargonium alchemilloides (L.) L'Hér.
- Pelargonium alpinum Eckl. & Zeyh.
- Pelargonium alternans J.C.Wendl.
- Pelargonium althaeoides (L.) L'Hér.
- Pelargonium anauris M.Becker & F.Albers
- Pelargonium anethifolium (Eckl. & Zeyh.) Steud.
- Pelargonium angustipetalum E.M.Marais
- Pelargonium antidysentericum Kostel.
- Pelargonium apetalum P.Taylor
- Pelargonium appendiculatum (L.f.) Willd.
- Pelargonium aridicola E.M.Marais
- Pelargonium aridum R.A.Dyer
- Pelargonium aristatum (Sweet) G.Don
- Pelargonium artemisiifolium DC.
- Pelargonium arthriticum R.T.F.Clifton
- Pelargonium articulatum Willd.
- Pelargonium asarifolium (Sweet) G.Don
- Pelargonium attenuatum Harv.
- Pelargonium auritum Willd.
- Pelargonium australe Willd.
- Pelargonium barklyi Scott Elliot
- Pelargonium betulinum (L.) L'Hér.
- Pelargonium bicolor (Jacq.) L'Hér.
- Pelargonium bifolium (Burm.f.) Willd.
- Pelargonium boranense Friis & M.G.Gilbert
- Pelargonium bowkeri Harv.
- Pelargonium brevipetalum N.E.Br.
- Pelargonium brevirostre E.Mey. ex R.Knuth
- Pelargonium bubonifolium (Andrews) Pers.
- Pelargonium burgerianum J.J.A.van der Walt
- Pelargonium burtoniae L.Bolus
- Pelargonium caespitosum Turcz.
- Pelargonium caffrum (Eckl. & Zeyh.) Steud.
- Pelargonium caledonicum L.Bolus
- Pelargonium calviniae R.Knuth
- Pelargonium campestre (Eckl. & Zeyh.) F.Dietr.
- Pelargonium candicans Spreng.
- Pelargonium capillare (Cav.) Willd.
- Pelargonium capitatum (L.) L'Hér.
- Pelargonium capituliforme R.Knuth
- Pelargonium carneum Jacq.
- Pelargonium carnosum (L.) L'Hér.
- Pelargonium caroli-henrici B.Nord.
- Pelargonium caucalifolium Jacq.
- Pelargonium caylae Humbert
- Pelargonium ceratophyllum L'Hér.
- Pelargonium chelidonium (Houtt.) DC.
- Pelargonium christophoranum Verdc.
- Pelargonium citronellum J.J.A.van der Walt
- Pelargonium columbinum Jacq.
- Pelargonium confertum E.M.Marais
- Pelargonium connivens E.M.Marais
- Pelargonium conradieae J.C.Manning & A.le Roux
- Pelargonium cordifolium (Cav.) Curtis
- Pelargonium coronopifolium Jacq.
- Pelargonium cortusifolium L'Hér.
- Pelargonium cotyledonis (L.) L'Hér.
- Pelargonium crassicaule L'Hér.
- Pelargonium crassipes Harv.
- Pelargonium crispum (P.J.Bergius) L'Hér.
- Pelargonium crithmifolium Sm.
- Pelargonium cucullatum (L.) L'Hér.
- Pelargonium curviandrum E.M.Marais
- Pelargonium dasyphyllum E.Mey. ex R.Knuth
- Pelargonium denticulatum Jacq.
- Pelargonium desertorum Vorster
- Pelargonium dichondrifolium DC.
- Pelargonium dipetalum L'Hér.
- Pelargonium dispar N.E.Br.
- Pelargonium dolomiticum R.Knuth
- Pelargonium drummondii Turcz.
- Pelargonium echinatum Curtis
- Pelargonium elandsmontanum E.M.Marais ex J.C.Manning & Goldblatt
- Pelargonium elegans (Andrews) Willd.
- Pelargonium ellaphieae E.M.Marais
- Pelargonium elongatum (Cav.) Salisb.
- Pelargonium endlicherianum Fenzl – pelargonia Endlichera[8]
- Pelargonium englerianum R.Knuth
- Pelargonium erlangerianum Engl. ex R.Knuth
- Pelargonium eupatoriifolium (Eckl. & Zeyh.) F.Dietr.
- Pelargonium exhibens Vorster
- Pelargonium exstipulatum (Cav.) L'Hér.
- Pelargonium fasciculaceum E.M.Marais
- Pelargonium fergusoniae L.Bolus
- Pelargonium fissifolium (Andrews) Pers.
- Pelargonium flabelliforme E.M.Marais
- Pelargonium flavidum E.M.Marais
- Pelargonium flavipetalum E.M.Marais
- Pelargonium frutetorum R.A.Dyer
- Pelargonium fruticosum (Cav.) Willd.
- Pelargonium fulgidum (L.) L'Hér.
- Pelargonium fumariifolium R.Knuth
- Pelargonium gibbosum (L.) L'Hér.
- Pelargonium gilgianum Schltr. ex R.Knuth
- Pelargonium githagineum E.M.Marais
- Pelargonium glabriphyllum E.M.Marais
- Pelargonium glechomoides A.Rich.
- Pelargonium glutinosum (Jacq.) L'Hér.
- Pelargonium gracile (Eckl. & Zeyh.) Steud.
- Pelargonium gracilipes R.Knuth
- Pelargonium gracillimum Fourc.
- Pelargonium grandicalcaratum R.Knuth
- Pelargonium grandiflorum Willd. – pelargonia wielkokwiatowa
- Pelargonium graveolens L'Hér. – pelargonia pachnąca
- Pelargonium grenvilleae (Andrews) Harv.
- Pelargonium greytonense J.J.A.van der Walt
- Pelargonium griseum R.Knuth
- Pelargonium grossularioides (L.) L'Hér.
- Pelargonium hantamianum R.Knuth
- Pelargonium hararense Engl. ex R.Knuth
- Pelargonium havlasae Domin
- Pelargonium helmsii Carolin
- Pelargonium hemicyclicum Hutch. & C.A.Sm.
- Pelargonium hermanniifolium (P.J.Bergius) Jacq.
- Pelargonium hermansdorpense R.Knuth
- Pelargonium heterophyllum Jacq.
- Pelargonium hirtipetalum E.M.Marais
- Pelargonium hirtum (Burm.f.) Jacq.
- Pelargonium hispidum (L.f.) Willd.
- Pelargonium hypoleucum Turcz.
- Pelargonium hystrix Harv.
- Pelargonium incarnatum (L.) Moench
- Pelargonium incrassatum (Andrews) Sims
- Pelargonium inodorum Willd.
- Pelargonium inquinans (L.) L'Hér.
- Pelargonium insularis Gibby & A.G.Mill.
- Pelargonium ionidiflorum (Eckl. & Zeyh.) F.Dietr.
- Pelargonium karooicum Compton & P.E.Barnes
- Pelargonium keeromsbergense M.Becker & F.Albers
- Pelargonium klinghardtense R.Knuth
- Pelargonium ladysmithianum R.Knuth
- Pelargonium laevigatum (L.f.) Willd.
- Pelargonium lanceolatum (Cav.) J.Kern
- Pelargonium laxum (Sweet) G.Don
- Pelargonium leipoldtii R.Knuth
- Pelargonium leptum L.Bolus
- Pelargonium littorale Hügel
- Pelargonium lobatum (Burm.f.) L'Hér.
- Pelargonium longicaule Jacq.
- Pelargonium longiflorum Jacq.
- Pelargonium longifolium (Burm.f.) Jacq.
- Pelargonium luridum (Andrews) Sweet
- Pelargonium luteolum N.E.Br.
- Pelargonium luteopetalum E.M.Marais
- Pelargonium luteum (Andrews) Sm.
- Pelargonium madagascariense Baker
- Pelargonium magenteum J.J.A.van der Walt
- Pelargonium malacoides R.Knuth
- Pelargonium minimum (Cav.) Willd.
- Pelargonium mollicomum Fourc.
- Pelargonium moniliforme E.Mey. ex Harv.
- Pelargonium montaguense E.M.Marais
- Pelargonium mossambicense Engl.
- Pelargonium multibracteatum Hochst. ex A.Rich.
- Pelargonium multicaule Jacq.
- Pelargonium multiradiatum J.C.Wendl.
- Pelargonium mutans Vorster
- Pelargonium myrrhifolium (L.) L'Hér.
- Pelargonium nanum L'Hér.
- Pelargonium naviculifolium E.M.Marais
- Pelargonium nelsonii Burtt Davy
- Pelargonium nephrophyllum E.M.Marais
- Pelargonium nervifolium Jacq.
- Pelargonium nummulifolium Salisb.
- Pelargonium oblongatum E.Mey. ex Harv.
- Pelargonium obnatum R.T.F.Clifton
- Pelargonium obturbum P.Rees & R.T.F.Clifton
- Pelargonium occultum Liekkio & R.T.F.Clifton
- Pelargonium ocellatum J.J.A.van der Walt
- Pelargonium ochroleucum Harv.
- Pelargonium odoratissimum (L.) L'Hér.
- Pelargonium oenotherae (L.f.) Jacq.
- Pelargonium omissum P.Rees & R.T.F.Clifton
- Pelargonium oppositifolium Schltr.
- Pelargonium oreophilum Schltr.
- Pelargonium orientum R.T.F.Clifton
- Pelargonium otaviense R.Knuth
- Pelargonium ovale (Burm.f.) L'Hér.
- Pelargonium oxaloides (Burm.f.) Willd.
- Pelargonium pachypodium J.P.Roux
- Pelargonium pallidoflavum E.M.Marais
- Pelargonium panduriforme Eckl. & Zeyh.
- Pelargonium paniculatum Jacq.
- Pelargonium papilionaceum (L.) L'Hér.
- Pelargonium parvipetalum E.M.Marais
- Pelargonium patulum Jacq.
- Pelargonium peltatum (L.) L'Hér. – pelargonia bluszczolistna
- Pelargonium petroselinifolium G.Don
- Pelargonium pillansii T.M.Salter
- Pelargonium pilosellifolium (Eckl. & Zeyh.) F.Dietr.
- Pelargonium pinnatum (L.) L'Hér.
- Pelargonium plurisectum T.M.Salter
- Pelargonium polycephalum (Harv.) E.Mey. ex R.Knuth
- Pelargonium praemorsum (Andrews) F.Dietr.
- Pelargonium proliferum (Burm.f.) Steud.
- Pelargonium psammophilum E.M.Marais
- Pelargonium pseudoglutinosum R.Knuth
- Pelargonium pubipetalum E.M.Marais
- Pelargonium pulchellum Sims
- Pelargonium pulverulentum Colvill ex Sweet
- Pelargonium punctatum (Andrews) Willd.
- Pelargonium quarciticola Meve & E.M.Marais
- Pelargonium quercetorum Agnew
- Pelargonium quercifolium (L.f.) L'Hér.
- Pelargonium quinquelobatum Hochst. ex A.Rich.
- Pelargonium radens H.E.Moore
- Pelargonium radiatum (Andrews) Pers.
- Pelargonium radicatum Vent.
- Pelargonium radulifolium (Eckl. & Zeyh.) Steud.
- Pelargonium ramosissimum (Cav.) Willd.
- Pelargonium ranunculophyllum (Eckl. & Zeyh.) Baker
- Pelargonium rapaceum (L.) L'Hér.
- Pelargonium redactum Vorster
- Pelargonium reflexipetalum E.M.Marais
- Pelargonium reflexum Pers.
- Pelargonium reniforme (Andrews) Curtis
- Pelargonium reptans R.T.F.Clifton
- Pelargonium ribifolium Jacq.
- Pelargonium × riversdalense R.Knuth
- Pelargonium rodneyanum Lindl.
- Pelargonium rubiginosum E.M.Marais
- Pelargonium sabulosum E.M.Marais
- Pelargonium salmoneum R.A.Dyer
- Pelargonium saxatile J.C.Manning & Goldblatt
- Pelargonium scabroide R.Knuth
- Pelargonium scabrum (L.) L'Hér.
- Pelargonium schizopetalum Sweet
- Pelargonium semitrilobum Jacq.
- Pelargonium senecioides L'Hér.
- Pelargonium sericifolium J.J.A.van der Walt
- Pelargonium sessiliflorum Hellbr. ex M.M.le Roux
- Pelargonium setosum (Sweet) DC.
- Pelargonium setulosum Turcz.
- Pelargonium sibthorpiifolium Harv.
- Pelargonium sidoides DC.
- Pelargonium somalense Franch.
- Pelargonium spinosum Willd.
- Pelargonium stipulaceum Willd.
- Pelargonium sublignosum R.Knuth
- Pelargonium suburbanum Clifford ex D.A.Boucher
- Pelargonium tabulare (L.) L'Hér.
- Pelargonium tenellum (Andrews) Loudon ex G.Don
- Pelargonium tenuicaule R.Knuth
- Pelargonium ternatum (L.f.) Jacq.
- Pelargonium ternifolium Vorster
- Pelargonium tetragonum (L.f.) L'Hér.
- Pelargonium theianthum (Eckl. & Zeyh.) Steud.
- Pelargonium tomentosum Jacq.
- Pelargonium tongaense Vorster
- Pelargonium torulosum E.M.Marais
- Pelargonium tragacanthoides Burch.
- Pelargonium transvaalense R.Knuth
- Pelargonium triandrum E.M.Marais
- Pelargonium tricolor Curtis
- Pelargonium trifidum (Burm.f.) Jacq.
- Pelargonium trifoliolatum (Eckl. & Zeyh.) E.M.Marais
- Pelargonium tripalmatum E.M.Marais
- Pelargonium triphyllum Jacq.
- Pelargonium triste (L.) L'Hér.
- Pelargonium uliginosum J.C.Manning & Euston-Brown
- Pelargonium undulatum (Andrews) W.T.Aiton
- Pelargonium vanderwaltii van Jaarsv.
- Pelargonium vassarii W.Morris & R.T.F.Clifton
- Pelargonium viciifolium L'Hér.
- Pelargonium vinaceum E.M.Marais
- Pelargonium violiflorum (Sweet) DC.
- Pelargonium vitifolium (L.) L'Hér.
- Pelargonium weberi E.M.Marais
- Pelargonium whytei Baker
- Pelargonium wonchiense Vorster & M.G.Gilbert
- Pelargonium woodii N.E.Br.
- Pelargonium worcesterae R.Knuth
- Pelargonium wuppertalense E.M.Marais
- Pelargonium xanthopetalum E.M.Marais
- Pelargonium xerophyton Schltr. ex R.Knuth
- Pelargonium zonale (L.) L'Hér. – pelargonia pasiasta[8]

## Zastosowanie
- Wiele gatunków jest uprawianych jako rośliny ozdobne, w Polsce głównie jako rośliny doniczkowe w mieszkaniach i na balkonach. Do Europy po raz pierwszy przywieziono je z Afryki na początku XIX wieku[6]. Obecnie są one jedną z najważniejszych roślin uprawianych na balkonach i werandach. Ogrodnicy wyhodowali dużą liczbę odmian. Wszystkie uprawiane pelargonie ozdobne to mieszańce. Ogrodnicy dzielą je na 4 główne grupy: 
  - pelargonie pasiaste, pelargonie rabatowe, gerania muszkatle pochodzące od Pelargonium zonale hort. i P. inquinans hort. Mają wzniesione pędy, liście nerkowate o falistych brzegach wyrastające na długich ogonkach i zazwyczaj posiadające na górnej stronie charakterystyczne wzory. Kwiaty pojedyncze lub pełne, zawsze zebrane w baldachy. Kolor u różnych odmian od białego poprzez róż, czerwień do fioletu. Są uprawiane przeważnie na balkonach.
  - pelargonie bluszczolistne pochodzące od Pelargonium peltatum hort. Mają łodygi płożące się, liście mięsiste i błyszczące o kształcie podobnym do liści bluszczu. Kwiaty zebrane są w baldach i są pojedyncze lub pełne w kolorach od białego poprzez różowy, liliowy i purpurowy do fioletowego. Są uprawiane w mieszkaniach i na balkonach.
  - pelargonie wielkokwiatowe, pelargonie angielskie pochodzące od Pelargonium grandiflorum hort. Mają wzniesione pędy, liście duże, 5-klapowe o piłkowanych brzegach, owłosione. Kwiaty są duże i zebrane w baldachy. Mają kolor od białego poprzez różowy, liliowy i czerwony do fioletowego. Zazwyczaj są uprawiane w mieszkaniach.
  - pelargonie pachnące: Należą tutaj odmiany m.in. pochodzące od gatunków: pelargonia kutnerowata (P. tomentosum Jacq.), pelargonia pachnąca (P. graveolens L'Her.), P. odoratissimum (L.) L'Her., Pelargonium crispum (P. J. Bergius) L'Her.
- Z liści wielu gatunków produkuje się olejek zapachowy wykorzystywany w perfumerii. W tym celu wykorzystuje się głównie gatunki olejkodajne: P. capitatum (L.) L'Hér. ex Ait., P. fragrans (Poir.) Willd., P. graveolens L'Hér. ex Ait., P. krappeanum Knuth, P. odoratissimum (L.) L'Hér. ex Ait., P. radula (Cav.) L'Hérit.

## Uprawa, choroby
Do chorób dotykających tę roślinę należą:
- szara pleśń
- rdza pelargonii
- fytoftoroza
- zgorzel zgnilakowa
- wirus żółtej plamistości pelargonii
- bakteryjna zaraza pelargonii